# Chondrostoma vardarense
Chondrostoma vardarense é uma espécie de peixe actinopterígeo da família Cyprinidae.
Pode ser encontrada nos seguintes países: Bulgária, Grécia, República da Macedónia e Turquia.
O seu habitat natural é: rios.
Esta espécie está ameaçada por perda de habitat.